# Raffael Behounek
Raffael Behounek (* 16. April 1997 in Wien) ist ein österreichischer Fußballspieler.

## Karriere
Behounek begann seine Karriere beim FC Stadlau. Bei den Wienern durchlief er sämtliche Jugendabteilungen. Im April 2014 debütierte er für die erste Mannschaft von Stadlau in der Wiener Stadtliga, als er am 21. Spieltag der Saison 2013/14 gegen die Gersthofer SV in der 29. Minute für Mathias Honsak eingewechselt wurde. Am darauffolgenden Spieltag erzielte er bei einem 5:0-Sieg gegen den SC Ostbahn XI sein erstes Tor für Stadlau.
2015 stieg er mit Stadlau als Meister der Stadtliga in die Regionalliga auf. In der Aufstiegssaison 2014/15 kam Behounek zu 17 Einsätzen und erzielte dabei zwei Tore. Sein erstes Spiel in der Regionalliga absolvierte er im August 2015, als er am ersten Spieltag der Saison 2015/16 gegen die SKN St. Pölten Juniors in der 62. Minute für Benjamin Koglbauer eingewechselt wurde. Im März 2017 erzielte er bei einem 3:2-Sieg gegen den SC Mannsdorf sein erstes Tor in der dritthöchsten Spielklasse.
Zur Saison 2017/18 wechselte er zu den viertklassigen Amateuren der SV Mattersburg. Mit diesen stieg er zu Saisonende als Meister der Landesliga Burgenland in die Regionalliga auf. In der Aufstiegssaison kam er in allen 30 Saisonspielen zum Einsatz und erzielte dabei zwei Tore. Im Mai 2018 stand er gegen den FC Red Bull Salzburg erstmals im Kader der Profis, kam jedoch zu keinem Einsatz.
Im Jänner 2019 wurde Behounek an den Zweitligisten SV Horn verliehen. Sein Debüt in der 2. Liga gab er im Februar 2019, als er am 16. Spieltag der Saison 2018/19 gegen den FC Liefering in der Startelf stand.
Nach dem Ende der Leihe kehrte er zur Saison 2019/20 zu Mattersburg. Sein Debüt für die Profis in der Bundesliga gab er im August 2019, als er am zweiten Spieltag der Saison 2019/20 gegen den FC Red Bull Salzburg in der Startelf stand. Nach sechs Bundesligaeinsätzen für Mattersburg wechselte er im Februar 2020 zum Zweitligisten FC Wacker Innsbruck, bei dem er einen bis Juni 2020 laufenden Vertrag erhielt. Nach seinem Vertragsende verließ er Innsbruck nach der Saison 2019/20. Daraufhin wechselte er zur Saison 2020/21 zum Bundesligisten WSG Tirol. Für die WSG kam er in drei Spielzeiten zu 90 Bundesligaeinsätzen.
Im Juli 2023 wechselte Behounek in die Niederlande zum Zweitligisten Willem II Tilburg, bei dem er einen bis 2026 laufenden Vertrag erhielt.